# Шавваль
Шавва́ль (араб. شوّال‎) — месяц мусульманского календаря, следующий после месяца Рамадан, имеющий эпитет «аль-мукрем», то есть «щедрый».
Его начало ознаменуется окончанием поста, поэтому первое число месяца Шавваль — праздник разговения, Ураза-байрам. В этот день раздают милостыню неимущим, вспоминают близких и родных.

## Пост
Мусульмане в этот месяц держат шестидневный пост.  Поститься разрешается в любые дни месяца, кроме дня Ураза-байрам, но желательно начиная со второго дня месяца. Мусульманами считается, что тот, кто постился весь месяц Рамадан и дополнил его этими днями, получит награду, равную ежедневному посту в течение всего года.
- В 2008 году месяц начался 30 сентября
- В 2009 году месяц начался 20 сентября
- В 2010 году месяц начался 9 сентября
- В 2017 году месяц начался 25 июня
- В 2020 году месяц начался 24 мая
- В 2021 году месяц начался 13 мая
- В 2022 году месяц начался 3 мая.
- В 2023 году месяц начался 22 апреля.
- В 2024 году месяц начался 10 апреля.
- В 2025 году месяц начался 30 марта.